# Hesperapis nanula
Hesperapis nanula is een vliesvleugelig insect uit de familie Melittidae. De wetenschappelijke naam van de soort is voor het eerst geldig gepubliceerd in 1936 door Cockerell.